# Raymond Baten
Raymond Baten (Delft, 26 gennaio 1989) è un ex calciatore olandese, di ruolo centrocampista.

## Carriera

### Club
Ha trascorso tutta la carriera nelle serie minori olandesi.

### Nazionale
Tra il 2011 ed il 2019 ha totalizzato complessivamente 21 presenze e 3 reti con la maglia della nazionale di Aruba (in precedenza aveva giocato anche nella nazionale Under-23).